# Sukaraharja (Lumbung)
Sukaraharja is een bestuurslaag in het regentschap Ciamis van de provincie West-Java, Indonesië. Sukaraharja telt 1082 inwoners (volkstelling 2010).